# Josué 2
Josué 2 es el segundo capítulo del Libro de Josué en la Biblia hebrea o en el Antiguo Testamento de la Biblia cristiana. Según la tradición judía, el libro fue atribuido a Josué, con añadidos de los sumos sacerdotes Eleazar y Fineas, pero los eruditos modernos lo consideran parte de la Historia Deuteronomista, que abarca desde el libros del Deuteronomio hasta 2 Reyes, atribuida a escritores nacionalistas y devotos de Yahvé durante la época del rey reformador de Judea Josías en el siglo VII a. C.. Este capítulo se centra en los espías enviados por Josué a Jericó y su encuentro con Rahab, parte de una sección que comprende Josué 1:1-5:12 sobre la entrada en tierra de Canaán.

## Texto
Este capítulo fue escrito originalmente en Lengua hebrea. Se divide en 24 Versículos.

### Testigos textuales
Algunos de los primeros manuscritos que contienen el texto de este capítulo en hebreo pertenecen a la tradición del Texto Masorético, que incluye el Códice de El Cairo (895), el Códice de Alepo (siglo X) y el Códice Leningradensis (1008). Fragmentos que contienen partes de este capítulo en hebreo fueron encontrados entre los Rollos del Mar Muerto incluyendo XJoshua (XJosh, X1; 50 AEC) con los versículos 4-5 existentes. y 4Q48 (4QJoshb; 100-50 a. C.) con los Versículos 11-12 existentes. 
Los manuscritos antiguos existentes de una traducción al griego koiné conocida como Septuaginta (originalmente se hizo en los últimos siglos a. C.) incluyen el Códice Vaticano (B {\displaystyle {\mathfrak {G}}}B; siglo IV) y Codex Alexandrinus (A; {\displaystyle {\mathfrak {G}}}A; siglo V). . Fragmentos de la Septuaginta El texto griego que contiene este capítulo se encuentra en manuscritos como Washington Manuscript I (siglo V de nuestra era), y una versión reducida del texto de la Septuaginta se encuentra en el Joshua Roll ilustrado.

## Rahab recibe a los espías (2:1-7)

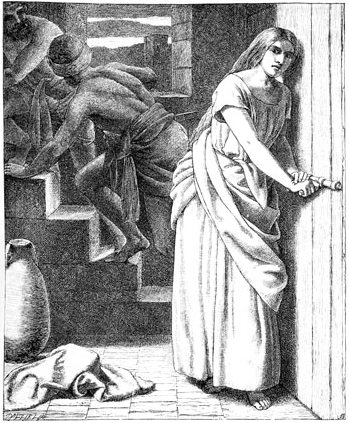
Rahab recibe y oculta a los espías por Frederick Richard Pickersgill (1881)

## La promesa a Rahab (2:8-24)

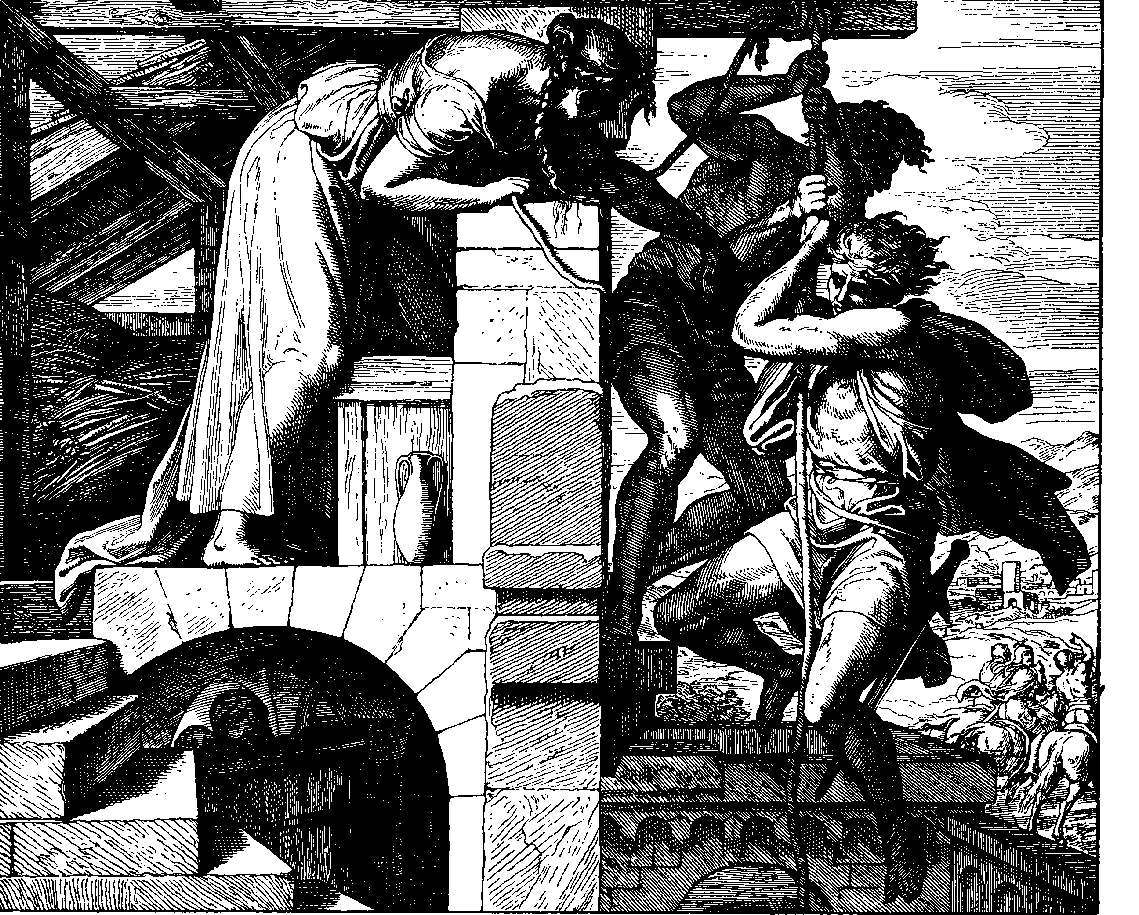
«Rahab deja escapar a los espías», xilografía de 1860 por Julius Schnorr von Karolsfeld